# Parafia Matki Boskiej Częstochowskiej w Solcu Nowym
Parafia Matki Boskiej Częstochowskiej w Solcu Nowym – parafia rzymskokatolicka, znajdująca się w archidiecezji poznańskiej, w dekanacie wolsztyńskim. 